# Humber
Humber er en stor tidevandspåvirket flodudmunding eller æstuarium, nordøst i England. Den starter ved Trent Falls, hvor floderne Ouse og Trent mødes. Lige før udløbet af Nordsøen løber floden Hull ind i Humber.
I angelsaksisk tid var den en vigtig grænseflod, som skilte Northumbria ("nord for Humber") fra de sydlige kongedømmer. Den markerer nu grænsen mellem East Riding of Yorkshire og Lincolnshire. Mellem 1974 og 1996 var området på begge sider af fjorden del af distriktet Humberside. Fjorden har givet sit navn til regionen Yorkshire og Humber, som den løber gennem.
Ved Humbers udløb blev der i 1914 bygget to fort, Humberfortene. En tredje fæstning, Fort Paull ligger længere op langs fjorden.
53°35′00″N 00°00′01″Ø / 53.58333°N 0.00028°Ø